# 365 f.Kr.

## Händelser

### Efter plats

#### Grekland
- Perdikkas III av Makedonien, son till Amyntas III och Eurydike I, dödar Ptolemaios av Aloros, som har varit förmyndarregent av Makedonien sedan han tre år tidigare arrangerade mordet på Perdikkas bror Alexander II. I och med Ptolemaios död blir Perdikkas regerande kung av Makedonien.
- De atenska styrkorna under general Timotheios erövrar ön Samos (då ockuperad av en persisk garnison) efter en tio månader lång belägring.

#### Romerska republiken
- Etruskiska skådespelare uppför den första teaterföreställningen i Rom.

## Avlidna
- Marcus Furius Camillus, romersk fältherre och statsman (född omkring 446 f.Kr.)
- Eurydike I, makedonisk drottning, mor till Filip II
- Antisthenes, atensk filosof (född omkring 444 f.Kr.)